# 托马·戈亚尔
托马·戈亚尔（法語：Thomas Goyard，1992年1月15日—），法国男子帆船运动员。他曾代表法国参加2020年夏季奥林匹克运动会帆船比赛，获得男子RS:X级银牌。他也曾获得2014年和2020年世界风浪板锦标赛铜牌。